# Sigarood
Sigarood (persiska: Sīgārūd, سیگارود) är en ort i Iran.   Den ligger i provinsen Gilan, i den norra delen av landet, 190 km nordväst om huvudstaden Teheran. Antalet invånare är 632.
Terrängen runt Sigarood är platt åt nordost, men åt sydväst är den kuperad. Runt Sigarood är det ganska tätbefolkat, med 134 invånare per kvadratkilometer. Närmaste större samhälle är Lāhījān, 18,4 km väster om Sigarood. Trakten runt Sigarood består till största delen av jordbruksmark.